# 小行星4502
小行星4502（4502 Elizabethann）是一颗绕太阳运转的小行星，为主小行星带小行星。该小行星于1989年5月29日发现。

## 轨道参数
小行星4502的轨道半长轴为2.6444694 UA，离心率为0.094。